# Robustagramma bolivarense
Robustagramma bolivarense är en tvåvingeart som beskrevs av Marshall och Xiaolong Cui 2005. Robustagramma bolivarense ingår i släktet Robustagramma och familjen hoppflugor.
Artens utbredningsområde är Venezuela. Inga underarter finns listade i Catalogue of Life.